# Munidopsis aspera
Munidopsis aspera är en kräftdjursart som först beskrevs av Henderson 1885.  Munidopsis aspera ingår i släktet Munidopsis och familjen trollhumrar. Inga underarter finns listade i Catalogue of Life.